# Емілі Воррен Роблінг
Емілі Воррен Роблінг (англ. Emily Warren Roebling, 23 вересня 1843, Колд-Спрінг — 28 лютого 1903, Трентон) — американська інженерка, відома своїм внеском у завершення будівництва Бруклінського моста після того, як у чоловіка Вашингтона Роблінга розвинулася кесонна хвороба. Її чоловік був інженером-будівельником і головним інженером під час будівництва Бруклінського мосту.

## Біографія
Емілі народилася 23 вересня 1843 року в родині Сильвануса і Фіби Воррен у селі Колд-Спрінг, штат Нью-Йорк. Вона була 11-ю дитиною в сім'ї з 12 дітей.
У 1864 році, під час громадянської війни у США, Емілі відвідала свого брата у штабі 5-го армійського корпусу. Її брат був командувачем корпусом. Під час візиту її познайомили з Вашингтоном Роблінгом, сином Джона Роблінга. Вашингтон служив цивільним інженером під керівництвом брата Емілі Говернора Воррена. Емілі й Вашингтон відразу покохали один одного та 18 січня 1865 року уклали шлюб.

## Бруклінський міст
Її свекор Джон Роблінг працював над проєктом Бруклінського моста. Молода пара вирушила до Європи, щоб вивчити використання в мостах кесонів. У листопаді 1867 року, перебуваючи в Німеччині, Емілі народила єдину дитину, Джона Роблінга II.
У 1869 році, після повернення з Європи Емілі й Вашингтона, від правця помер Джон Роблінг і Вашингтон взяв на себе керівництво будівництвом Бруклінського моста. Він брав активну участь у роботах і особисто спускався в кесони, що використовувалися для будівництва опор моста. Оскільки в той час ще не застосовували метод декомпресії, що дає людині, піднятій із глибини на поверхню, змогу безболісно адаптуватися до нормального атмосферному тиску, багато робітників страждали від кесонної хвороби. Не став винятком і головний інженер проєкту.
Вашингтон особисто випробував застосування динаміту для поглиблення ґрунту. Одного разу, спустившись у кесон для гасіння пожежі, він провів у ньому майже добу, після чого відчув перший напад кесонної хвороби. Не відлежавшись належний час, він повернувся на об'єкт. Після другого нападу кесонної хвороби Вашингтона Роблінга паралізувало.
Квартира Роблінгів перебувала на березі навпроти моста, що будувався. З вікна спальні Вашингтон міг у бінокль спостерігати за будівництвом, його так і прозвали «людина у вікні». З усіх пальців на руках у нього ворушився лише один, і торкаючись ним до руки Емілі, він вистукував їй те, що хотів сказати, використовуючи винайдений ним самим код, який Емілі розуміла. Усі вказівки й доручення чоловіка вона передавала інженерам і робітникам на будівництві. Під керівництвом чоловіка Емілі вивчила вищу математику, матеріалознавство, мостобудування. Вона вивчила опір матеріалів, розрахунок напружень, вантові конструкції. Вашингтон навчив її розраховувати криві провисання. Таким чином вона стала «першою жінкою — польовим інженером» і завершила будівництво Бруклінського моста.
Емілі передавала інформацію від Вашингтона його помічникам і повідомляла тому про хід робіт на мосту. Протягом наступних 13 років Емілі взяла на себе безліч обов'язків головного інженера, зокрема щоденну перевірку й управління проєктом. Емілі і її чоловік разом планували будівництво моста. Вона домовлялася з політиками, інженерами і всіма тими, хто був пов'язаний з роботою, до тих пір, поки вони не переконувалися, що саме вона несе остаточну відповідальність за проєкт моста.
У 1882 році Вашингтона хотіли зняти з посади головного інженера через його хворобу. Щоб Вашингтон не позбувся цієї посади, Емілі ходила на зібрання інженерів і політиків та виступала на захист свого чоловіка. Політики дослухалися до промов Емілі й Вашингтону дозволили залишитися на посаді головного інженера Бруклінського моста.
Вашингтон залишався головним інженером до самого відкриття Бруклінського моста в 1883 році. Перед офіційним відкриттям Емілі Роблінг перша проїхала по мосту на візку, тримаючи в руках півня як символ перемоги. На церемонії відкриття Емілі згадав у своїй промові Абрам Стівенс Г'юїтт, який сказав, що міст є «вічним пам'ятником жертовної відданості жінки і її здатності до здобуття вищої освіти, права на яке вона занадто довго позбавлена».
На Бруклінському мості розміщена пам'ятна табличка на згадку про Емілі, її чоловіка і її свекра.

## Подальше життя
Після закінчення будівництва Бруклінського моста Роблінг переїхали в Трентон (Нью-Джерсі). Там Емілі брала участь в різних громадських організаціях — в «Товаристві допомоги» під час Іспано-американської війни, працювала в Раді жінок-керівників Нью-Джерсі на Всесвітній виставці 1893 року. Також вона продовжила свою освіту і отримала диплом юриста у Нью-Йоркському університеті. До своєї смерті 28 лютого 1903 року Емілі проводила час, що залишився з сім'єю і зберігала громадську і розумову активність.